# It's About Pride
It's About Pride è un album degli Outlaws, pubblicato dalla Mirror Lake Records il 25 settembre 2012.

## Tracce
1. "Tomorrow's Another Night" (H. Paul) – 4:18
2. "Hidin' Out In Tennessee" (H. Paul, B. Crain) – 4:07
3. "It's About Pride" (H. Paul) – 7:10
4. "Born To Be Bad" (B. Crain, H. Paul) – 5:19
5. "Last Ghost Town" (B. Crain) – 3:34
6. "Nothin' Main About Main Street" (H. Paul, B. Crain, T. Hambridge) – 5:35
7. "The Flame" (B. Crain, H. Paul, C. Anderson) – 4:29
8. "Trail Of Tears" (C. Anderson) – 3:47
9. "Right Where I Belong" (B. Crain, H. Paul, D. Robbins) – 4:15
10. "Alex's Song" (H. Paul, B. Crain) – 3:38
11. "Trouble Rides A Fast Horse" (H. Paul, B. Crain, M. Curb) – 5:22
12. "So Long" (H. Paul) – 5:52

## Musicisti
- Henry Paul - chitarre, voce
- Monte Yoho - percussioni
- Billy Crain - chitarre, cori
- Chris Anderson - chitarre, voce e cori
- Randy Threet - basso, voce e cori
- Dave Robbins - tastiere, cori

Ospiti
- Joe Lala - percussioni

## Produzione
- Produttori: Michael Bush, Henry Paul
- Ingegneri: Jesse Poe, Michael Bush
- Missaggio: Michael Bush
- Grafica: Good & Evil Design
- Photo: John Gellman